# Марингве (Луизијана)
Марингве (енгл. Maringouin) град је у америчкој савезној држави Луизијана.

## Демографија
По попису из 2010. године број становника је 1.098, што је 164 (-13,0%) становника мање него 2000. године.
| Група             | 2000.         | 2010.       |
| Белци             | 254 (20,1%)   | 149 (13,6%) |
| Афроамериканци    | 1.002 (79,4%) | 943 (85,9%) |
| Азијати           | 0 (0,0%)      | 1 (0,1%)    |
| Хиспаноамериканци | 1 (0,1%)      | 2 (0,2%)    |
| Укупно            | 1.262         | 1.098       |